# Norra Långtjärnen, Ångermanland
Norra Långtjärnen är en sjö i Örnsköldsviks kommun i Ångermanland och ingår i Moälvens huvudavrinningsområde.